# Charles Dudley (actor)
Charles Dudley (10 de octubre de 1883-9 de marzo de 1952) fue un actor teatral y cinematográfico de nacionalidad estadounidense, cuya carrera interpretativa se desarrolló en la época del cine mudo. Una vez finalizada su trayectoria como actor, él inició una fructífera etapa como maquillador cinematográfico.

## Biografía
Su nombre completo era Charles Dudley Heaslip, y nació en Fort Grant, Arizona. Era hijo de Irving Heaslip, militar profesional natural de West Lincoln, Ontario, que sirvió durante más de veinticinco años en el Ejército de Estados Unidos, viendo la acción en la Batalla de Little Bighorn y en la Guerra filipino-estadounidense. Nada se conoce de la madre de Dudley, salvo que ella debió fallecer joven.
Antes de que Dudley debutara en el cine con unos treinta años de edad, pasó alrededor de doce años actuando en el teatro, representando ópera cómica y grand opéra. Su primer trabajo para el cine fue bajo Milton H. Faroney, con la compañía Universal, actuando más adelante para estudios como Monopol, Keystone, Balboa y Vitagraph. En ese período, Dudley trabajó principalmente en comedias como actor de carácter, rodando también para Vitagraph diferentes seriales cinematográficos. A lo largo de su período con Balboa, Dudley interpretó primeros papeles cómicos bajo la dirección de Bertram Bracken. Entre sus actuaciones más destacadas figura su papel de padre ciego en la cinta de 1913 "Will o' the Wisp", sobresaliendo también por sus seriales “Neal of the Navy,” “Who Pays,” “Hidden Danger,” “Fighting Fate” y “Purple Riders.”
Hacia el año 1925 Charles Dudley abandonó la actuación para trabajar como maquillador cinematográfico, una actividad que cumplió durante 25 años o más. Fue maquillador jefe de Twentieth Century-Fox, productora en la cual trabajó con Shirley Temple durante gran parte de la carrera de la actriz. Posteriormente colaboró con Warner Brothers, hasta retirarse en 1950.
Charles Dudley falleció en 1952, a causa de una larga enfermedad, en la Motion Picture Country Home, en Woodland Hills, California. Tenía 68 años de edad. Le sobrevivió su esposa, Frances, y su hija Lucille.

## Filmografía completa

### Actor
- An Indian Nemesis (1913)
- The Power of Print, de Charles Dudley (1914)
- All on Account of Polly (1914)
- Won by a Nose (1914)
- The Unexpected (1914)
- Abide with Me, de William Wolbert (1914)
- Nerve (1914)
- Gypsy Love, de Henry Otto (1914)
- The Rat (1914)
- The Will o' the Wisp (1914)
- The Vow (1914)
- The Test of Manhood, de Bertram Bracken (1914)
- The Manicure Girl (1914)
- Cupid in a Hospital
- Who Pays?, de Harry Harvey, H.M. Horkheimer y Henry King (1915)
- Flirtatious Lizzie
- Desperate Dud, the Plumber
- The Tale of a Hat (1915)
- Ima Simp, Detective (1915)
- When Justice Sleeps, de Harry Harvey (1915)
- Beulah, de Bertram Bracken (1915)
- Letters Entangled
- Neal of the Navy
- The Shrine of Happiness, de Bertram Bracken (1916)
- Mismates, de Bertram Bracken (1916)
- The Home Breakers, de Bertram Bracken (1916)
- The Spell of the Knife
- Child of Fortune
- The Stained Pearl
- Pay Dirt
- The Mysterious Cipher, de J. Gunnis Davis (como James Davis) (1916)
- The Crooked Road
- The Grip of Evil, de W.A.S. Douglas y Harry Harvey (1916)
- The Sand Lark, de E.D. Horkheimer y H.M. Horkheimer (1916)
- The Better Woman
- Crooked Road
- The Sultana, de Sherwood MacDonald (1916)
- Boots and Saddles (1916)
- A Job for Life
- Sold at Auction, de Sherwood MacDonald (1917)
- The Devil's Bait, de Harry Harvey (1917)
- The Yellow Bullet
- Il garzone di macelleria
- A Bit of Kindling
- The Secret of Black Mountain, de Otto Hoffman (1917)
- Il fattorino
- Chiaro di luna
- Miss Mischief Maker
- The Midnight Burglar
- Petticoats and Politics
- Roaring Lions on the Midnight Express, de Henry Lehrman (1918)
- Little Miss Grown-Up
- Whatever the Cost, de Robert Ensminger (1918)
- A Jungle Gentleman, de Fred C. Fishback (1919)
- Hidden Dangers
- Fighting Fate
- Where Men Are Men, de William Duncan (1921)
- Breaking Through, de Robert Ensminger (1921)
- Steelheart
- No Defense, de William Duncan (1921)
- The Silent Vow
- The Purple Riders
- A Girl's Desire
- When Danger Smiles
- The Fighting Guide
- Oh! Nursie!, de Albert Herman (como Al Herman) (1923)
- Wide Open Spaces, de George Jeske (1924)
- Rip Van Winkle, de Bryan Foy (1924)

### Director
- The Power of Print (1914)